# Área metropolitana de Bogotá
El Área metropolitana de Bogotá es una conurbación colombiana constituida por Bogotá y sus municipios aledaños. Debido a su falta de oficialidad, los asentamientos que la integran y sus límites no están definidos. El 16 de junio de 2020 fue aprobada por el Congreso de la República la creación de la Región Metropolitana Bogotá-Cundinamarca.
La conurbación está compuesta por[cita requerida]: Bogotá como su centro y por los municipios de Bojacá, Cajicá, Chía, Cogua, Cota, El Rosal, Facatativá, Funza, Gachancipá, La Calera, Madrid, Mosquera, Nemocón, Soacha, Sibaté, Sopó, Subachoque, Tabio, Tenjo, Tocancipá, Zipacón y Zipaquirá. Su población ascendía a 7,881,156 habitantes en 2005, según el último censo nacional realizado por el DANE, extrapolados a 9,348,588 en el año 2015, y se estima que la población total supera los 10,700,000 en 2020 lo cual la convierte en el área metropolitana más grande de Colombia, la 5ª mayor de Sudamérica y  la 32.ª mayor área metropolitana del mundo.

## Divisiones
El área metropolitana de Bogotá está conformada por ; (fuente DANE)
| Municipios | Código DANE | Extensión km² | N.Habitantes (hab) | Densidad (hab/km²) | Altitud m s. n. m. | Distancia a Bogotá (km) | Mapa |
| ---------- | ----------- | ------------- | ------------------ | ------------------ | ------------------ | ----------------------- | ---- |
| Bogotá     | 11001       | 1802          | 7.980.001          | 4 907,45           | 2640               | N/A                     |      |
| Soacha     | 25754       | 184,4         | 567.546            | 5 409,07           | 2565               | N/A                     |      |
| Facatativá | 25269       | 158           | 144.149            | 741,35             | 2586               | 19                      |      |
| Chía       | 25175       | 79            | 141.917            | 1 223,7            | 2564               | 1                       |      |
| Zipaquirá  | 25899       | 197           | 132.419            | 651,59             | 2650               | 20                      |      |
| Mosquera   | 25473       | 107           | 93.461             | 853,1              | 2516               | N/A                     |      |
| Madrid     | 25430       | 121           | 85.090             | 666,3              | 2554               | 7                       |      |
| Funza      | 25286       | 70            | 82.321             | 1 156,24           | 2548               | N/A                     |      |
| Cajicá     | 25126       | 51            | 62.713             | 1 221,21           | 2558               | 17                      |      |
| Sibaté     | 25740       | 125,6         | 41.975             | 304,86             | 2600               | 11                      |      |
| Tocancipá  | 25817       | 73,51         | 36.344             | 144,06             | 2605               | 15                      |      |
| Tabio      | 25785       | 74,5          | 30.419             | 396,41             | 2569               | 40                      |      |
| Sopó       | 25758       | 111,5         | 29.714             | 260,00             | 2587               | 30                      |      |
| La Calera  | 25377       | 485           | 29.235             | 91,19              | 2746               | 5                       |      |
| Cota       | 25214       | 55            | 27.496             | 490,55             | 2566               | 20                      |      |
| Tenjo      | 25799       | 108           | 20.371             | 187,68             | 2685               | 19                      |      |
| El Rosal   | 25260       | 86,5          | 19.253             | 199,47             | 2685               | 15                      |      |
| Gachancipá | 25295       | 44            | 16.457             | 328,23             | 2568               | 25                      |      |
| Bojacá     | 25099       | 109           | 13.061             | 103,25             | 2598               | 30                      |      |
| Total      | —           | 4.042,01      | 10.953.942         | 2710               | 2.599,5            | —                       |      |

## Perímetro urbano
Dentro de la normatividad jurídica de Bogotá existe el llamado perímetro urbano. Este corresponde a una línea que separa en teoría a la ciudad de Bogotá de las zonas rurales del Distrito Capital. Esta línea de perímetro urbano define a la ciudad completamente contenida dentro de los límites del Distrito; sin embargo, se extiende hasta los límites del Distrito sobre el río Bogotá, limitando con los municipios de Cota, Funza, Mosquera y Soacha.
El perímetro urbano define los límites bajo los cuales las empresas de servicios públicos pueden facturar el servicio como urbano; por fuera de la misma se facturaría como servicio rural. Este perímetro urbano no define con precisión los límites del desarrollo urbano de la ciudad de Bogotá, habiendo zonas no desarrolladas al interior (con economía de tipo rural, por ejemplo, producción agropecuaria primaria), y zonas urbanizadas por fuera del perímetro.

## Municipios aledaños
Los municipios cercanos a la ciudad de Bogotá tienen diferentes grados de integración con la ciudad. Soacha es el único municipio cuyo casco urbano está completamente integrado a la ciudad de Bogotá. Mosquera, Funza, Cota y Chía tienen distintos grados de integración urbana o suburbana. Otros municipios podrían considerarse ciudades dormitorio, albergando a personas que laboran en Bogotá u otros municipios del área.

### Soacha
Soacha es el único municipio cuyo casco urbano se integra totalmente al casco urbano de Bogotá, con las localidades de Bosa y Ciudad Bolívar, y dispone de un corredor de transporte urbano entre algunos barrios de este municipio con algunas localidades de Bogotá.

### Municipios parcialmente integrados
El perímetro urbano de Bogotá se extiende hasta el río Bogotá[cita requerida], limitando con los municipios de Mosquera, Funza y Cota (Sector de Siberia). Sobre estos límites, cruzando el río, existen desarrollos urbanísticos, principalmente industriales pero también residenciales, que son adjuntos a la ciudad de Bogotá, si bien separados de los cascos urbanos de las respectivas cabeceras municipales.
Igualmente, el casco urbano de la cabecera municipal de Cota colinda con el Distrito Capital en una zona exterior al Perímetro Urbano de Bogotá, en la localidad de Suba y Engativá, habiendo desarrollo urbano comercial y residencial colindante dentro del Distrito y unidos por la Avenida Suba-Cota. Este fenómeno se presenta también con el municipio de Chía, cuya extensión urbana sobrepasa el límite del Distrito en el sector de Guaymaral (localidad de Suba) y el municipio de Cota.
Chía y Cajicá tienen a su vez parcialmente integrados sus cascos urbanos. Los cascos urbanos de Cogua y Zipaquirá distan pocos kilómetros entre sí.
En la vía que conduce de Bogotá a La Calera hay un desarrollo residencial y comercial de densidad urbana al interior del Distrito, por fuera del perímetro urbano, el cual se extiende dentro del municipio de La Calera.
Si se consideran densidades suburbanas de sitios con economía mixta urbana (p. ej. empresarial y residencial) y rural (p. ej. agropecuaria), Sibaté, Mosquera, Funza, Madrid, Cota, Chía, Cajicá, formarían un primer anillo metropolitano, junto con Bogotá y Soacha.

### Ciudades dormitorio
Dentro de la posible región metropolitana de la Sabana de Bogotá, hay cuatro núcleos urbanos principales: la ciudad de Bogotá, Facatativá, Zipaquirá y Soacha; siendo esta última una ciudad intermedia. Bogotá es el principal centro urbano, no solo del área metropolitana, sino de todo el país y el norte de Suramérica, concentrando sectores industriales, empresariales, comerciales, residenciales, educativos, entre muchos otros.
Las fuentes de trabajo que ofrece la ciudad de Bogotá son atendidas por personas que residen no solo en Bogotá, sino también en varios de los municipios cercanos, principalmente Soacha, Mosquera, Funza, Cota, Chía y La Calera. Igualmente, parte de las actividades económicas que se desarrollan en algunos municipios cercanos, principalmente los cultivos de flores, son cubiertos por personas que residen en Bogotá y en otros municipios de la región.
Facatativá, Chía y Zipaquirá poseen centros urbanos propios, con una importante actividad industrial y educativa que se convierten a sí mismos en centros de conmutación intermunicipal en la región y también sirven a Bogotá. Un caso similar, pero a menor escala, sucede con Tocancipá, en el que la interconexión con Bogotá influye en los sitios turísticos que allí se encuentran (por ejemplo, Parque Jaime Duque, el Autódromo/Kartódromo, etc.).
Entre los municipios que cubren la oferta laboral de Bogotá se encuentran principalmente Soacha, Mosquera, Funza, Madrid, Chía, Cajicá, Cota, La Calera, Tenjo, Tabio, Sibaté, Zipaquirá y Facatativá. Este último municipio, a su vez, es servido por Madrid, El Rosal, Subachoque y por la misma Bogotá..
Hay dos fenómenos que inciden en el crecimiento de las ciudades dormitorio:
1. El centro urbano principal atrae, por su oferta laboral o educativa, a personas que residen originalmente en los municipios aledaños.
2. Personas que originalmente residen o trabajan en el centro urbano principal se asientan en los municipios aledaños buscando condiciones de vida diferentes a las de la ciudad.

Muchos desarrollos urbanos y suburbanos unidos a Bogotá, principalmente en los municipios de Chía (La Caro, Yerbabuena, Sindamanoy, Santa Ana de Chía, Hacienda Fontanar), Sopó (Aposentos), Cota (Siberia, Vizcaya) y Madrid (Hacienda Casablanca), corresponden a esta segunda causa.

## Distrito Capital
Cuando se creó el Distrito Especial de Bogotá en 1955, parte de su objetivo era integrar y funcionar como la futura área metropolitana de Bogotá. Además del municipio de Bogotá, se integraron los municipios de Usaquén, Suba, Fontibón, Engativá (parte del cual luego fue anexado a Fontibón), Bosa y Usme (del que luego se segregó Tunjuelito al quedar totalmente unida a la ciudad). A Chapinero (que había sido el primer barrio satélite de la ciudad desde 1812) se le integró directamente como barrio dentro del perímetro urbano. En los años 1960, por razones principalmente concernientes al orden público, grandes sectores rurales del sur del departamento de Cundinamarca, correspondientes al páramo de Sumapaz, se integraron al Distrito Especial.
La ciudad de Bogotá y los cascos urbanos de las cabeceras municipales de estos municipios anexos, fueron creciendo hasta fundirse casi totalmente. En 1991, cuando se expidió una nueva Constitución en Colombia, eran indistinguibles los límites urbanos entre la ciudad de Bogotá y los municipios anexos (salvo el antiguo casco urbano de Usme). La nueva Constitución, que incluye un estatuto orgánico para Bogotá, redefine el Distrito Especial como Distrito Capital y elimina el concepto de «municipio anexo» para introducir el concepto de «localidad». De las veinte localidades definidas, diecinueve parten a la ciudad, algunas incluyendo alguna zona rural adyacente.
La Localidad de Usme incluye así al casco urbano de Usme (no integrado urbanísticamente a la ciudad de Bogotá), parte de la Ciudad de Bogotá con múltiples barrios y extensas zonas rurales al suroriente de la ciudad. La localidad de Ciudad Bolívar incluye una franja densamente habitada de barrios en la ciudad de Bogotá y extensas áreas rurales al suroccidente de la ciudad. La localidad de Sumapaz es la única localidad que no divide a la ciudad de Bogotá, y cubre casi toda la mitad sur del Distrito Capital.
Si bien Sumapaz posee algunos centros urbanos, estos son muy pequeños y ninguno sería considerado «cabecera municipal». La sede de la alcaldía local de Sumapaz se encuentra fuera de la localidad, en el barrio Américas, en la ciudad de Bogotá, en lo que geográficamente correspondería a la localidad de kennedy.
Si bien desde un punto de vista jurídico la localidad de Sumapaz sería parte del área metropolitana de Bogotá, desde un punto de vista urbanístico, Sumapaz y las grandes extensiones rurales de Usme y Ciudad Bolívar no formarían parte de un área metropolitana.